# 丸谷マナブ
丸谷 マナブ（まるたに マナブ、1979年3月28日 - ）は、日本の歌手・作詞家・作曲家・編曲家・サウンドプロデューサー。
北海道札幌市厚別区出身。北海道札幌白石高等学校、北海学園大学工学部建築学科卒業。ソニー・ミュージックパブリッシング所属。

## 略歴
2005年 - 2人組の宅録ユニット・Sunbrainとしてメジャーデビュー。
2012年 - 作曲・プロデュース活動を本格的に開始（※2004年〜のアーティスト活動は『Sunbrain』を参照）。
主な楽曲提供アーティストは大原櫻子、AKB48、KAT-TUN、三代目 J Soul Brothers from EXILE TRIBE、NISSY（西島隆弘）、乃木坂46、Hey! Say! JUMP、Little Glee Monster など。

## 評価
2014年 - AKB48に楽曲提供した「ラブラドール・レトリバー」が、第56回日本レコード大賞 優秀作品賞、第29回 日本ゴールドディス大賞シングル・オブ・ザ・イヤーを受賞。また、同曲はダブルミリオン（日本レコード協会）を記録し、オリコン年間トータルセールス作曲家部門で第1位を記録。
2017年 - NHK紅白歌合戦で提供楽曲が3曲歌唱される（Little Glee Monster「好きだ。夢を歌おう ver.」、三代目 J Soul Brothers from EXILE TRIBE「HAPPY 紅白スペシャルバージョン」、AKB48「視聴者が選んだ夢の紅白SPメドレー（第1位「11月のアンクレット」）」）。
2018年 - 第60回日本レコード大賞 作曲賞を受賞（Little Glee Monster「世界はあなたに笑いかけている」）。

## 提供作品
- Sunbrain - 丸谷マナブと南ヤスヒロによる宅録ユニット（2004-2009）
  - 全作品の歌唱・作詞・作曲・編曲（※Styleのみ作詞：平井堅、作曲：南ヤスヒロ）

ア行
- 伊藤蘭
  - 「秘密」（作曲）
- AKB48
  - 「永遠プレッシャー」（作曲）- 29thシングル
  - 「掌が語ること」（作曲）- 東日本大震災復興応援ソング
  - 「ハート・エレキ」（作曲）- 33rdシングル
  - 「ラブラドール・レトリバー」（作曲）- 36thシングル
  - 「11月のアンクレット」（作曲）- 50thシングル
  - 「ロマンティック準備中」（作曲・編曲）
- 宇野実彩子 (AAA)
  - 「SMILE PEACE」（作曲）
- NMB48
  - 「想像の詩人」（作曲）
  - 「忘れて欲しい」（作曲）
  - 「SPARK」（作詞・作曲・編曲）
- HKT48
  - 「HKT48ファミリー」（作曲）
  - 「早送りカレンダー」（作曲）- 11thシングル
- NGT48
  - 「大人になる前に」（作曲・編曲）
- 大原櫻子
  - 「I am I」（作曲・編曲・プロデュース） - 10thシングル
  - 「Shine On Me」（共作詞・作曲・編曲・プロデュース） - 11thシングル
  - 「Amazing!」（共作曲・編曲・プロデュース）
  - 「Grape」（共作詞・作曲・編曲・プロデュース）
  - 「Sing Sing Sing」（作曲・編曲・プロデュース）
  - 「電話出て」（作曲・編曲・プロデュース）
  - 「#やっぱもっと」（作曲・編曲・プロデュース） - 12thシングル
  - 「STARTLINE」（作曲・編曲・プロデュース）

カ行
- KAIKI
  - 「Amigos (feat. Blue Vintage & KENNY from SPiCYSOL)」（作曲・編曲・プロデュース）
  - 「サラケダセ」（作曲・編曲・プロデュース）
- 河西智美
  - 「僕のSummertime blues」（作曲・編曲・ギター・コーラス）
- KAT-TUN
  - 「BREAK UR CAGE」（作曲）
  - 「PHANTOM」（作曲）
  - 「UNLOCK」（作曲） - 26thシングル
- 関ジャニ∞
  - 「ひとりにしないよ」（作詞・作曲・編曲） - 46thシングル
- 倉木麻衣
  - 「MY VICTORY」（作曲）

サ行
- 三代目 J Soul Brothers from EXILE TRIBE
  - 「HAPPY」（作曲） - 21stシングル
- SNH48
  - 「心電感応」（作曲）
- J☆Dee'Z
  - 「Secret Dancer」（作詞・作曲・編曲）
- JKT48
  - 「Selamanya Pressure 〜 Eien Pressure」（作曲）
- 时代少年团
  - 「梦游记」（作詞・作曲）
- 篠崎愛
  - 「口の悪い女」（作詞・作曲・編曲）- 1stシングル
- SOLIDEMO
  - 「Forever young」（作曲） - 12thシングル

タ行
- 多和田えみ
  - 「涙がでた」（作曲・編曲）
- Chelsy
  - 「My Way」（作詞・作曲・編曲）
  - 「YES」（作詞・作曲・編曲） -2ndシングル
- 10神ACTOR
  - 「Zeals」（作曲・編曲）- 11thシングル
- 東京パフォーマンスドール
  - 「SUPER DUPER」（作曲・編曲） - 8thシングル
- 堂珍嘉邦（CHEMISTRY）
  - 「OKOKO」（編曲・ギター）
- どぶろっく
  - 「本当に伝えたいこと」（編曲・ギター）
  - 「僕なりのプロポーズ」（編曲・ギター）
  - 「二つの想い」（編曲・ギター）

ナ行
- NISSY(西島隆弘)
  - 「LOVE GUN」（作曲）
- 乃木坂46
  - 「もう少しの夢」（作曲）
  - 「ないものねだり」（作曲・編曲）
  - 「三番目の風」（作曲・編曲）
  - 「雲になればいい」（作曲・編曲）
  - 「おひとりさま天国」（共作曲）
- Not yet
  - 「世界の風を僕らは受けて」（作曲）

ハ行
- 福原遥
  - 「モノクローム」（作詞・作曲・編曲）
- 福原美穂
  - 「apologies (feat. sleepy.ab)」（作曲）
- Hey! Say! JUMP
  - 「OLÉ!」（作曲）
- BOYS AND MEN
  - 「FAKE」（作詞・作曲・編曲）

マ行
- 前田敦子
  - 「ズブロッカとハーフムーン」（作曲）

ヤ行
- 遊助
  - 「風になりたい～海風～」（共作曲・編曲・プロデュース）
- UNIONE
  - 「未来DELIGHT」（作詞・作曲・編曲・プロデュース）- 2ndシングル

ラ行
- ラストアイドル
  - 「順調な自転」（作曲・編曲）
- Little Glee Monster
  - 「ガオガオ・オールスター」（作詞・作曲・編曲・プロデュース） - 3rdシングル
  - 「好きだ。」（作詞・作曲・編曲・プロデュース） - 4thシングル
  - 「全力REAL LIFE」（作詞・作曲・編曲・プロデュース）
  - 「My Best Friend」（作曲・編曲・プロデュース） - 5thシングル
  - 「Don't Worry Be Happy」（作詞・作曲・編曲・プロデュース）
  - 「会いにゆく」（作詞・作曲・編曲・プロデュース）
  - 「たしかなこと」（編曲・プロデュース）
  - 「COLORS」（作曲・編曲・プロデュース）
  - 「世界はあなたに笑いかけている」（作詞・作曲・編曲・プロデュース）- 12thシングル
  - 「青い風に吹かれて」（作詞・作曲・編曲・プロデュース）
  - 「My Brand New Day」（編曲・プロデュース)
  - 「STARTING OVER」（共作曲・編曲・プロデュース)
  - 「Be My Baby」（作詞・共作曲・共編曲・共プロデュース）
  - 「VIVA」（作詞・作曲・編曲・プロデュース）
  - 「magic!」（作詞・作曲・編曲・プロデュース）- 20thシングル
  - 「Million Miles」（編曲・プロデュース）
  - 「Play the Game」（作詞・作曲・編曲・プロデュース）
  - 「Run」（作詞・作曲・編曲・プロデュース）
- Rain Tree
  - 「I L U」（編曲）

ワ行
- 渡辺美里
  - 「いつも笑って、ちょっぴり泣いて」（作曲）
- 王俊凱(TFBOYS)
  - 「我的」（作曲）

### CM・映画作品
- ダイナムCMソング「笑顔の輪」2020年（作詞・作曲・編曲）
- ひらかたパークCMソング 2014年
  - 「ひらパー兄さんデラックス・かくれんぼ編」（歌唱・作曲・編曲）
- 映画『グーグーだって猫である』挿入歌 2008年
  - 「stand up」「貝殻」「frend」（作詞・作曲・編曲）